# Ник Мејсон
Николас Беркли Мејсон (енгл. Nicholas Berkeley Mason; Бирмингем, 27. јануара 1944) је бубњар групе Пинк Флојд. Он је једини стални члан групе од самог почетка. Такође, такмичио се у ауто-тркама, као што је 24 Hours of Le Mans.
Рођен је у Бирмингему, али је одрастао у Хампстеду, у Лондону, а похађао је Фрешам Хајтс школу у Сарију. Касније је студирао Риџент Стрит Политекник (касније Весминстерски Универзитет), где је упознао Роџера Вотерса, Боба Клоуза и Ричарда Рајта са којима је 1964. основао групу Сигма 6, претечу Пинк Флојда.

## Каријера
Ник Мејсон је свирао на сваком албуму групе Пинк Флојд, иако се касније сазнало да је његов допринос албуму A Momentary Lapse of Reason био минималан (свирао је у само три песме).
Иако је после разлаза са Роџером Вотерсом био у конфликту због власништва над именом „Пинк Флојд“, њих двојица су сад у добрим односима, Ник је чак свирао неколико пута са Вотерсом на његовим турнејама. У јулу 2005. на Live 8 концерту Мејсон, Гилмор, Рајт и Вотерс су свирали заједно на сцени први пут после 24 године.